# دیگتون (کانزاس)
دیگتون (به انگلیسی: Dighton) شهری در ایالت کانزاس کشور ایالات متحده آمریکا است که جمعیت آن در سرشماری سال ۲۰۱۰ میلادی، ۱٬۰۳۸ نفر بوده‌است.